# Fuerzas Armadas de Nicaragua
Fuerzas Armadas de Nicaragua son aquellos cuerpos militares que, en su historia, se mantuvieron o se mantienen en funciones para la salvaguarda de la integridad territorial y soberanía nacional de la República de Nicaragua.

## Reseña histórica

### SigloXIX
Las fuerzas armadas tienen su origen el 10 de diciembre de 1811 luego de una revuelta en El Salvador que sería conocido como el primer grito de la independencia de Centroamérica. Llegaron a León las noticias de que la Intendencia de San Salvador había sido tomada por los criollos expulsando a las autoridades realistas por lo que para diciembre de ese año en León los pobladores se mostraban inconformes con las autoridades fieles a la Corona por lo que iniciaron una serie de revueltas que culminaron en 1812 tras la sublevación de los insurgentes contra las tropas realistas.
Tras la independencia de Centroamérica, en 1823 las Provincias Unidas del Centro de América consolidan sus fuerzas armadas como un ejército regular que continúa así aún después de la disolución de la República Federal de Centroamérica y el retiro del Estado de Nicaragua el 30 de abril de 1838.
Después de la guerra contra Malespín (1844-1845), durante la cual León enfrentó el asedio, la ocupación y el saqueo de los invasores apoyados por los granadinos, José Trinidad Muñoz Fernández fue nombrado comandante general de Armas por Francisco Malespín con sede en León, cargo que mantuvo  hasta que fue derrotado en 1851 por Fruto Chamorro. El general Muñoz fundó la primera Escuela de Cadetes que brindaba instrucción militar a los hijos de las familias acaudaladas del país. 
Luego de una serie de batallas en 1855 producto de la fragmentación política del país entre democráticos (León) y legitimistas (Granada) Francisco Castellón Sanabria y Máximo Jerez Tellería contratan por mediación de Byron Cole a a llamada "Falange Americana" de William Walker lo que marcó el inicio de la Guerra Nacional contra los filibusteros. Al terminar en 1857 la Guerra Nacional con la victoria del Ejército Aliado Centroamericano, con base al llamado "Pacto Providencial" producto de la alianza legitimista y democrática se restituye en el país una sola fuerza armada que continuará de esta forma hasta la actualidad.
A partir de 1858 se inició, bajo predominio conservador, una etapa de recuperación económica e institucional conocido como "Primera República Conservadora" o los "Treinta años conservadores". La economía, el desarrollo cultural y social, este último en menor medida debido a la desigualdad de clases, convirtieron al país en el más estable y rico de toda Centroamérica y en una de las mejores economías del continente americano, con un sólido régimen constitucional y una administración proba y austera de las finanzas públicas. Todo esto provocó una oleada de inmigrantes provenientes de Europa, principalmente de Alemania e Italia, lo que hizo florecer aún más la economía, mientras que Guatemala, El Salvador y Honduras se mantenían en conflictos armados y en Costa Rica se daba una época de golpes militares. Los gobiernos conservadores mantuvieron el "Ejército de Operaciones de La República" bajo la autoridad del Presidente en obediencia debida, en 1869 estuvo bajo el mando como General en jefe del General de División José Dolores Estrada Vado.

### Las fuerzas armadas entre 1893-1910
Tras la Revolución Liberal de 1893 encabezada por José Santos Zelaya, en la Constitución conocida como "La Libérrima" el ejército vuelve a experimentar una serie de transformaciones con la integración de militares de carrera provenientes de Alemania, Chile y Francia al frente de la instrucción militar en la Academia Militar fundada en 1901 formando así una amalgama entre las escuela militar francesa y prusiana que llevaron a un nivel de profesionalismo real estableciendo una casta militar y a obtener victorias en la guerra impuesta por gobiernos de la región centroamericana.

### Las fuerzas armadas entre 1910-1927
Desde 1911 existió el denominado "Ejército Regular de la Segunda República Conservadora" encargado de la Guardia de Honor Presidencial y misiones de patrullaje en la Capital Managua. Este era una pequeña fuerza de origen conservador, con oficiales y tropa al mando sucesivo de los generales Luis Mena Vado y  Emiliano Chamorro.
Entre 1925-1927 coexistió con la llamada "Constabularia" con funciones de policía urbana, rural y judicial que fuera creada y dirigida por los marines estadounidenses durante la segunda intervención militar de los Estados Unidos en Nicaragua, que inició en 1926 y finalizó en 1933 con el retiro de las últimas tropas de la Infantería de Marina de los Estados Unidos. El primer mando de la Constabularia estaba conformado por el Mayor Carter, el Mayor L.F. Schoerder y el Mayor Daniel Rodríguez. Las instalaciones que ocuparon fueron el Campo de Marte y la parte norte de la Loma de Tiscapa, estructurándose en diez compañías con un total de 200 reclutas.
La Guardia Nacional nació del Pacto del Espino Negro del 4 de mayo de 1927 donde se estableció la formación de una institución armada apolítica, apartidista y profesional, pero los políticos nicaragüenses, la convirtieron en una entidad subordinada al partido en el poder.

### Primera transformación de las fuerzas armadas en elSigloXX(1927-1979)
Años de conflicto entre facciones políticas de liberales y conservadores, así como la existencia de ejércitos privados llevaron a los Estados Unidos a patrocinar desde el 4 de mayo de 1927 a la Guardia Nacional de Nicaragua (GN) como una institución armada apolítica que asumió todas las funciones militares y policiales en el país, pero sus esfuerzos se vieron complicados por la guerra de guerrillas del Ejército Defensor de la Soberanía Nacional (EDSN) dirigido por Augusto C. Sandino que continuaron resistiendo desde las zonas montañosas del norte de Nicaragua a los marines y a la Guardia Nacional en ciernes.
Tras el advenimiento de la Política de buena vecindad de los Estados Unidos en 1933, los marines se retiraron. Después de haber alcanzado una fuerza de unos 3.000 a mediados de 1930, la Guardia Nacional estaba organizada en unidades militares del tamaño de batallón como la Guardia Presidencial. 
Nicaragua declaró la guerra a las potencias del Eje en 1941, inmediatamente después del ataque a Pearl Harbor por Japón. Aunque Nicaragua no participó activamente en la Segunda Guerra Mundial, los Estados Unidos a cambio del uso de puerto Corinto en el pacífico nicaragüense dieron préstamos y ayuda militar.
Bajo el Tratado Interamericano de Asistencia Recíproca de 1947, la ayuda militar estadounidense a la Guardia Nacional continuó en armas, equipos de transporte y comunicación, coches blindados y tanques M4 Sherman, así como aviones de combate Mustang de Suecia, aviones de entrenamiento y transporte ligero. A excepción de escaramuzas con Honduras en 1957 por una disputa fronteriza, la Guardia Nacional no estuvo involucrado en conflictos con países vecinos. 
La ayuda militar estadounidense a la Guardia Nacional se cortó en 1976, después del deterioro de las relaciones con el gobierno de Anastasio Somoza Debayle (1967-72, 1974-79) con la administración Carter.
Con más de 4.000 durante la guerra civil de 1978-1979, la GN consistía en un batallón reforzado como su principal unidad táctica, un batallón de la Guardia Presidencial, una compañía mecanizada, un batallón de ingenieros, artillería y baterías antiaéreas, y una oficina de seguridad en cada uno de los departamentos del país. El armamento principal de la Guardia Nacional fueron fusiles Garand M1 y Galil israelíes, después aumentados por cañones antiaéreos y morteros.

### Segunda transformación de las fuerzas armadas en elsigloXX(1979-1990)
Tras el triunfo de la Revolución Nicaragüense el 19 de julio de 1979, los insurgentes sandinistas de los distintos frentes de guerra se unifican en un solo bloque que excluyó a los miembros de la Guardia Nacional, obligando a su desaparición y el establecimiento del Ejército Popular Sandinista (EPS) como una sola fuerza armada que garantizaría la seguridad y la defensa del territorio nacional contra amenazas internas y externas.
El EPS fue entrenado principalmente por instructores militares de Vietnam, Cuba, Alemania Oriental y la URSS; tanto en Nicaragua como en escuelas militares de los últimos tres países. Sus principales proveedores en armamento, equipos de combate y de comunicaciones fueron Checoslovaquia, Corea del Norte y la extinta URSS. Así se desarrolló y convirtió en la fuerza armada más grande y mejor equipada en Centroamérica. 
El Servicio Militar Patriótico (SMP), introducido en 1983, permitió al EPS agrupar a más de 80.000 hombres hasta finales de 1989. La Ley del SMP fue derogada el 25 de abril de 1990 al asumir Violeta Barrios de Chamorro la Presidencia del país.

### Tercera transformación de las fuerzas armadas en elsigloXX(1990-1995)
En virtud de un acuerdo entre la presidenta electa  Chamorro de la Unión Nacional Opositora (UNO) y el derrotado partido FSLN, el general Humberto Ortega, el exministro de Defensa y Comandante en jefe del EPS, se mantuvo a la cabeza de las fuerzas armadas. 
Por una ley que entró en vigor en abril de 1990, el Ejército se convirtió en una fuerza subordinada a la presidenta Chamorro, en su condición de Jefe supremo. Chamorro también conservó el Ministerio de Defensa. La autoridad de Chamorro sobre el ejército fue, sin embargo, muy limitada. No hubo oficinas del Ministerio de Defensa ni viceministro para dar forma a las políticas nacionales de defensa o ejercer el control civil sobre las fuerzas armadas. 
En virtud de la Ley de Organización Militar promulgada poco antes de la victoria electoral de Violeta Chamorro, Humberto Ortega mantuvo su autoridad sobre las promociones, la construcción militar, y los despliegues de fuerza. Contrato y redactó el presupuesto militar para la adquisición de armas, el cual presentó al gobierno. Sólo el presupuesto global tuvo que ser sometido a la legislatura, evitando así una revisión de partidas por la Asamblea Nacional de Nicaragua.
Funcionarios fieles al sandinismo se mantuvieron a la cabeza de todas las direcciones generales de personal y de las regiones militares. El Jefe del Estado Mayor, el Mayor general Joaquín Cuadra Lacayo, afianzo su posición pre-Chamorro porque aún con recortes controlaba la preparación y entrenamiento para el combate, las tropas de frontera, el personal de inteligencia y contrainteligencia, de organización y movilización, de comunicaciones y construcción militar, de operaciones y logística. La fuerza aérea y la marina también fueron subordinadas al Estado Mayor.
En noviembre y diciembre de 1992, el ejército se desplegó junto a la Policía Nacional de Nicaragua para prevenir la violencia durante las manifestaciones del Frente Nacional de los Trabajadores (FNT) por mejores salarios y beneficios. Las fuerzas armadas y los guardias fronterizos también ayudar a la policía en la lucha contra el narcotráfico.
Las medidas de reforma del ejército se puso en marcha con profundos recortes en los efectivos de personal, la abolición del servicio militar obligatorio, y la disolución de las milicias. El tamaño del ejército se redujo desde un pico de fuerza de 97.000 tropas a un estimado de 15.200 en 1993, llevada a cabo por los retiros voluntarios y jubilaciones forzadas. 
Frente a la presión interna para eliminar Humberto Ortega y el riesgo de reducción de la ayuda de Estados Unidos, siempre y cuando los sandinistas mantuvieron el control de las fuerzas armadas, Chamorro anunció que Ortega sería reemplazado en 1994. Ortega desafió su autoridad y reiteró su intención de permanecer a la cabeza de las fuerzas armadas hasta que el programa de reforma del ejército fue terminado en 1997.
Desde 1990, la misión de las fuerzas armadas ha sido garantizar la seguridad de las fronteras nacionales y hacer frente a los disturbios internos. Su tarea principal fue evitar el desorden y la violencia provocada por las bandas armadas de ex-contras y rearmados sandinistas.

## Ejército del Septentrión 1856-1857
El Ejército del Septentrión fue un ejército que operó en un extenso territorio de Nicaragua que abarcó los actuales departamentos de Matagalpa, Jinotega y Nueva Segovia, Madriz y Estelí.
Inicialmente fue organizado en los llanos de Chontales y el norte del país por los jefes, oficiales y tropas fieles al Presidente legitimista José María Estrada (que había huido de Granada), quienes declararon en Matagalpa, el 20 de abril de 1856, estar dispuestos “a sostener, hasta derramar la última gota de sangre, la independencia nacional.”
Cuando se elaboró el plan de la defensa nacional y la derrota del filibustero William Walker junto a los democráticos de León (quienes los habían traído), pero fue este Ejército del Septentrión, formado por mestizos, campesinos e indios del Norte de Nicaragua, el que encabezó la derrota del yankee invasor, ya que no sólo combatieron en la batalla de San Jacinto (Hacienda San Jacinto 1856), sino en Masaya, Granada y Rivas, donde también estuvieron los indígenas flecheros matagalpas.

## Ejército Defensor de la Soberanía Nacional 1927-1933
El Ejército Defensor de la Soberanía Nacional de Nicaragua (EDSN) fundado el 2 de septiembre de 1927 fue un ejército guerrillero organizado y liderado por el General Augusto C. Sandino, que en su fase inicial operó en el departamento de Nueva Segovia, al norte de Nicaragua, pero luego abarcó casi todo el territorio nacional, exceptuando el área que ocupan los actuales departamentos de Managua, Masaya, Granada, Carazo y Rivas (aunque en este último hubo un intento de invasión). Se mantuvo operativo y en disposición combativa hasta el 22 de febrero de 1933.
El EDSN nunca fue un ejército en el sentido propiamente dicho, puesto que los soldados que lo integraban eran «ciudadanos armados» que cultivaban la tierra mientras que se oponían a la ocupación; eran «un pueblo en armas».[cita requerida]

## Guardia Nacional de Nicaragua 1927-1979
La Guardia Nacional de Nicaragua (GN) fue un cuerpo militar que se mantuvo en funciones desde principios de la década de 1930 hasta 1979, año en que fue desarticulada con la caída de la presidencia de Anastasio Somoza Debayle, después del triunfo de la Revolución Sandinista el 19 de julio de 1979.
La Guardia Nacional nació del Pacto del Espino Negro del 4 de mayo de 1927 donde se estableció la formación de una institución armada apolítica, apartidista y profesional, pero los políticos nicaragüenses, la convirtieron en una entidad subordinada al partido en el poder. 
Mientras estuvo activa, la Guardia Nacional, era la responsable no solo de la seguridad nacional, sino también del orden público, es decir, era a la vez Ejército y Policía en sus funciones, razón por la cual su influencia y poderío en la sociedad nicaragüense era enorme.

## Ejército Popular Sandinista 1979-1990
El Ejército Popular Sandinista (EPS) fue el ejército regular que existió en Nicaragua entre 1979 y 1994, reunía originalmente a las milicias del Frente Sandinista de Liberación Nacional (FSLN).
El EPS resultó de la desarticulación total de la Guardia Nacional de Nicaragua, ejército familiar que respondía a la dinastía somocista y leal al dictador Anastasio Somoza Debayle y que de hecho fue combatida antes del triunfo de la Revolución Sandinista por los principales cuadros militares fundadores. 

## Ejército de Nicaragua 1995-presente
Con las reformas constitucionales aprobadas por la Asamblea Nacional de Nicaragua en 1995, es nombrado como "Ejército de Nicaragua" (EN) una institución militar de vocación nacional y profesional con un carácter apolítico. Comprende las fuerzas militares de Nicaragua establecidas jurídicamente en 1994, siendo sucesor del Ejército Popular Sandinista (EPS) en cuya organización se encuentran sus orígenes.